# Robert von Mettler
Robert Heinrich Mettler, seit 1871 von Mettler (* 24. Juli 1819 in Artern; †  15. November 1890 in Wiesbaden) war ein preußischer Generalleutnant.

## Leben

### Herkunft
Robert war der Sohn des Oberamtmanns Heinrich Rudolf Mettler († 1848) und dessen Ehefrau Friederike, geborene Leuckart († 1824).

### Militärkarriere
Mettler besuchte die Lehranstalt in Nordhausen und die Realschule in Erfurt. Nach seinem Abschluss trat er am 21. Oktober 1837 als Musketier in das 38. Infanterie-Regiment der Preußischen Armee ein und avancierte bis Ende Juli 1840 zum Sekondeleutnant. Er kam am 1. Oktober 1847 für ein Jahr zur 8. Jäger-Abteilung und wurde nach seiner Rückkehr am 21. November 1848 zum 8. Jäger-Bataillon versetzt. Während der Niederschlagung der Märzrevolution kämpfte er in Iserlohn und in Baden bei Ludwigshafen, Philippsburg, Wiesental und Waghäusel.
Mettler stieg bis Mitte Juni 1854 zum Hauptmann auf und wurde am 1. Oktober 1854 für ein Jahr zum 25. Infanterie-Regiment kommandiert. Am 12. Januar 1855 erfolgte seine Ernennung zum Kompaniechef. Anfang Mai 1860 wurde er zum 28. kombinierten Infanterie-Regiment kommandiert, aus dem zum 1. Juli 1860 das 6. Rheinische Infanterie-Regiment Nr. 68 hervorging. Hier war Mettler bis zum 5. Juni 1861 als Kompaniechef tätig. Anschließend wurde er unter Beförderung zum Major in das 2. Rheinische Infanterie-Regiment Nr. 28 versetzt und am 23. Oktober 1862 zum Kommandeur des II. Bataillons ernannt. Am 6. Dezember 1874 wurde er Kommandeur des Füsilier-Bataillons, das er 1866 während des Krieges gegen Österreich bei der  Elbarmee und in den Kämpfen bei Hühnerwasser und Münchengrätz führte. Mettler wurde am 20. September 1866 zum Oberstleutnant befördert und mit dem Roten Adlerorden IV. Klasse mit Schwertern ausgezeichnet. Nach dem Krieg wurde er am 14. Juli 1868 zum Kommandeur des 8. Rheinischen Infanterie-Regiments Nr. 70 ernannt und am 23. Juli 1868 zum Oberst befördert.
Während des Deutsch-Französischen Krieges nahm er an der Belagerung von Metz und den Kämpfen bei Buchy, Amiens und an der Hallue teil. Ausgezeichnet mit beiden Klassen des Eisernen Kreuzes wurde Mettler wegen seiner im Krieg bewiesenen Tapferkeit am 16. Juni 1871 durch Kaiser Wilhelm I. in den erblichen preußischen Adelsstand erhoben.
Zunächst wurde Mettler am 18. Februar 1873 mit der Führung der 31. Infanterie-Brigade beauftragt, am 8. März 1873 zum Kommandeur dieses Großverbandes ernannt und am 22. März 1873 zum Generalmajor befördert. Unter Verleihung des Charakters als Generalleutnant und des Roten Adlerordens II. Klasse mit Eichenlaub und Schwertern am Ringe wurde Mettler am 15. September 1876 mit Pension zur Disposition gestellt.
Er starb am 15. November 1890 in Wiesbaden.
Der Generalmajor von Glümer schrieb 1870 in seiner Beurteilung: „Hat Verstand. Charakter, wissenschaftliche und militärische Bildung. Dienstkenntnis und gefällige Formen. Er ist schnell im Entschluß und Bewegung, wirkt auf sein Offizierskorps mit Takt ein bildet sein Regiment straff aus. Er führt dasselber im Brigadeverbande bereits mit Sicherheit und dokumentiert im Terrain gute Benutzung des letzteren sowie angemessene Verwendung der verschiedenen Waffen. Er bewahrt die Selbständigkeit seiner Untergebenen und ist bestrebt, für gute Ergänzungen des Offizierskorps zu sorgen. Es finden sich viele junge Leute angenommen - soweit von hieraus zu ermessen, ohne Tadel. Die Resultate werden sich bald erkennen lassen. Sein außerdienstliches Verhalten und sein geselliges Leben bilden eine glückliche Anregung für sein Offizierskorps. Wird sich zur Weiterbeförderung eignen.“

### Familie
Mettler heiratete am 24. November 1849 in Neuwied Mathilde Kalthoff (1827–1889). Das Paar hatte mehrere Kinder:
- Karl (* 1850), preußischer Hauptmann
- Emma (* 1852) ⚭ 1873 Theodor Karl Friedrich Röchling, Hauptmann
- Heinrich (* 1855)
- Max (1858–1864)